# 小池镇 (黄梅县)
小池镇是中国湖北省黄冈市黄梅县下辖的一个镇。该镇地处鄂、赣、皖三省交界处，全镇面积153.8平方公里，位於京九、合九铁路交汇处，沪渝、黄小高速公路交汇處，105国道、347国道过境。2021年小池滨江新区城区建成面积为27平方公里，镇区人口近10万人；2023年GDP为120亿元。

## 建制历史
小池镇设置于清末，因此地长江边有一小水池得名，1936年江西省部分水域改属小池镇，1949年设黄梅县小池区，1956年改设小池镇。
2012年6月20日，省政府召开小池开放开发现场办公会，小池开放开发上升为省级战略。9月，按照《省编办关于设立湖北小池滨江新区管理委员会的批复》，成立小池滨江新区管理委员会，作为副县级行政机构，与小池镇政府合署办公。国家发改委确定小池为“全国发展改革试点镇”。
2012年9月14日，湖北省设立与小池镇政府合署办公的副县级湖北小池滨江新区管理委员会。
2013年，省委、省政府授予小池镇2011—2013年度“文明乡镇”称号。
2016年6月，省委、省政府将小池确定为全省首个全面深化改革示范区。3月31日，省政府办公厅印发《关于批准小池开放开发三年行动计划（2016年——2018年）的通知》。
2017年10月，省委、省政府授予湖北小池滨江新区全省改革奖（单位奖），是唯一获奖乡镇。
2019年1月6日，九江长江大桥维修后恢复通车。11月11日，省政府批复小池绿色发展新三年行动计划（2019年——2021年）。12月3日，黄冈市委、市政府在小池召开绿色发展新三年行动计划工作推进会。
2020年8月13日，小池获评全国卫生镇。同年4月22日，小池入选全国农业产业强镇。同年，小池跻身全国中部百强乡镇第15位、全省第2位。
2021年9月，小池跃居全国中部百强乡镇第14位、全省第2位。

## 地理位置
小池镇地处黄梅县南部长江北岸，东临刘佐乡，西接分路镇，北靠孔垄镇，距黄梅县城区40千米，行政区域面积154平方千米。地势南高北低，平均海拔15米，林地面积8.1万亩，小池镇属华阳河水系，长江过境7.9千米。

## 社会
小池镇人口以汉族为主，2011年末城镇化率40.4%，2019年末户籍人口为110103人。2011年末，小池镇有幼儿园21所，小学15所，初中2所，高中2所，文化站1个，活动中心12个，图书室57个，体育活动场所66个，医疗卫生机构62个，邮政局1个，电信企业1家，供电所2家，供气站1个。湖北理工学院滨江学院占地面积191亩，在校学生600多人。2013年8月27日，小池镇开通27个TD-LTE基站，主城区实现了4G网络全覆盖，是湖北省首个开通4G网络的乡镇。

## 经济发展
小池滨江新区面积48平方公里，新区管委会作为副县级行政管理机构，“区镇合一”。东部12.3平方公里的临港产业园2017年建成企业32家，在建待建企业41家。
2012年至2021年，十年来，小池累计招引各类项目130多个，协议总投资400多亿元。GDP由32亿元增加到101.6亿元，规上工业增加值由3.29亿元增加到6.73亿元，城乡居民年收入由6331元增加到23063元，分别增长3.17倍、2.04倍、3.64倍；个体工商户由不足2000家，增加到1万余家，增长4倍；财政收入由8032万元增加到10.02亿元，增长了12倍；6项主要经济指标增速保持在15%以上；综合竞争力位居中部百强乡镇第14位、湖北省第2位，先后荣获国家卫生乡镇、国家农业产业强镇和全省“文明乡镇”、省级经济发达镇等荣誉称号。
引进宇洪科技股份有限公司、通力电梯公司、烽华新能源科技有限公司等高新技术企业，对世邦化工、小池硫酸厂、曙光化工等污染型企业进行了关停退园，拆除养猪场20家，取缔小码头13家。2021年末小池镇财政总收入10.02亿元。
十年来，小池累计投资近300亿元，完成临港产业园、中部物流园、新区教育城、5000吨级码头、联投启动区等120多个项目建设。完成房屋拆迁3500多户，征地3万多亩；建成水月、河桥、工业园、妙乐四大安置区，总面积52万平方米，3200多套；新建及改造道路42条、122公里；整治清理大型港道水系6条，铺设供排水管网60多公里，新建和改造电网线路110公里；建成高品质商住小区20多个，面积达200万平方米；市政功能日益完善，大学、广场、公园等一应俱全，公交、出租车、4G网络等全覆盖，城区绿化覆盖率达到45%，城镇居民人均绿地面积达到12平方米，一个现代化中等城市格局基本形成。
2023年已签约龙头企业20个，协议总投资150.6亿元。
据了解，小池镇的GDP由2021年的101.6亿元增长到2023年的120亿元，年均增长近10%；规上工业企业个数由2021年的23家增长到2022年的31家，再到2023年的42家；规上工业总产值近3年分别完成32.98亿元、45.84亿元、68亿元；内需潜力逐步释放，社会消费品零售总额近3年分别完成8.16亿元、16.85亿元、40.32亿元。
小池滨江新区正抢抓省政府在小池布局绿色印染产业基地重大历史机遇，加快推进江北工业园建设。
小池镇农业以种植业为主，2011年有耕地面积8万亩，其中旱地面积3.3万亩，水田面积4.7万亩。2011年水稻种植面积2.4万亩，生产粮食3.1万吨；棉花种植面积2.8万亩，产量2500吨；油菜种植面积4.6万亩，产量7200吨；生猪饲养量10.5万头，年末出栏6.6万头，存栏3.8万头；2.7万亩水域养殖面积達2.3万亩，产鱼量9934吨。2个集贸市场年成交额6537万元。2018年6月10日，小池国际农产品物流港蔬菜市场正式开业。

## 交通
小池镇拥有5.2公里的湖北大道，5.6公里的清江大道、12.7公里的吴楚大道等8条八车道主干路，5000吨级的现代化综合码头，九江一桥连接小池与江西九江市，九江到小池的全国首条跨省公交至2017年已运送乘客2000多万人次，九江70%以上蔬菜来自小池。小池滨江综合码头位于长江中游九江水道北岸的代营村，九江大桥下游881米处，拥有2个5000吨级泊位，年设计通过能力126万吨，是黄冈市最大的码头，2018年累计吞吐量60万吨。

## 行政区划
2021年，小池镇辖19个社区、38个行政村：
新河桥社区、港岸上社区、河桥社区、新河社区、虞菜园社区、沿江社区、石团湖社区、普济宫社区、水产场社区、帅龙凼社区、中垏社区、五里桥社区、清江社区、自由贸易区社区、吕咀社区、水月庵社区、涂咀社区、临港社区、联投社区、陈家坝村、万家村、姚湖村、汪垏村、三垏村、沙池村、戴营村、长垏村、军垏村、腊垏村、杨泗村、桥下村、泥池村、卢塅村、彭垏村、大堰村、业庄村、冯圈村、顾家村、徐桥村、杨武村、素垏村、王埠村、唐司月村、刘畈村、周廊村、杨垏村、张东湾村、廖圩村、殷垄村、吕弄村、杨塘村、石花屋村、王世九村、朱楼村、板桥畈村、马垏村、李大墩村。